# Screamers (1995)
Screamers (br Assassinos Cibernéticos; pt Screamers - Gritos Mortais) é um filme nipo-canado-estadunidense de 1995, dos gêneros ação, aventura, drama e fantasia, dirigido por Christian Duguay. O roteiro é de Dan O'Bannon e Miguel Tejada-Flores e foi baseado no conto Second Variety de Philip K. Dick. O filme teve locações no Canadá, na província de Quebec.
O filme teve uma sequência, Screamers: The Hunting, lançada diretamente em vídeo em 2009.

## Sinopse
A história se passa no ano de 2078 no planeta Sirius 6B, local de minas de extração do precioso metal "berynium". Quatro anos antes a população civil foi erradicada e o planeta devastado por um ataque nuclear lançado pela corporação interplanetária conhecida por NEB - New Economic Block (Novo Bloco Económico). Esse ataque se deveu ao fato de que mineradores e cientistas que trabalhavam nas minas, recusaram-se a continuar quando perceberam que o processo de extração do metal das rochas lançava poluição e radiação na atmosfera. Os trabalhadores criaram uma espécie de sindicato, chamado de "The Alliance" (A Aliança), o que levou a NEB a iniciar a guerra para retomar as minas. Após cinco anos da guerra, os cientistas da Aliança e da Terra projetaram e construíram máquinas terríveis denominadas de Espadas Móveis Autônomas, apelidadas de "Screamers" (gritadores) devido ao som ensurdecedor que emitem quando atacam. As primeiras máquinas começaram a funcionar como uma linha letal móvel de defesa: possuem inteligência artificial, são pequenas, velozes, se auto-replicam (se "reproduzem"), possuem lâminas circulares capazes de cortar e desmembrar rapidamente os soldados inimigos e se movimentam no subsolo arenoso do planeta.
Os mineradores da Aliança, agora soldados, se protegem dos seus Screamers por intermédio de braceletes ("tabs") que registram a pulsação e emitem sinalização, o que mantém as máquinas afastadas e que assim só atacam os inimigos, que não tem o dispositivo. Graças a ação dos Screamers, a Aliança não perdeu a guerra e depois de cinco anos o conflito estacionou numa condição similar a da "Guerra Fria". 
Depois de 6 meses sem fazer contato com os soldados da NEB, um posto de combate da Aliança avista um soldado inimigo que trazia uma mensagem. Mas o soldado é morto imediatamente pelos Screamers. Os oficiais do posto, Hendricksson e "Chuck" Elbarak recuperam a mensagem - uma proposta de negociação de paz. Hendricksson comunica com os seus superiores, que o avisam que a Aliança e os NEB voltaram à mesa de negociações.
Pouco depois, com o despenhar de uma nave militar no planeta, Henricksson descobre que a mensagem dos seus superiores foi falsificada e que a guerra se alastrou a outro planeta, onde o "berynium" também foi descoberto.
Convencido que todos os ocupantes de Sirius 6B serão abandonados no planeta, Hendricksson parte com um novo recruta, Jefferson, em direção ao posto de comando dos inimigos, procurando acertar uma trégua. No caminho, a dupla é atacada por um novo tipo de máquina cibernética, que se faz passar por um ser humano.
No entanto, o Screamer humano é eliminado por soldados NEB que Hendricksson encontra, relevando ao mesmo que os Screamers se estão a modificar sozinhos, mudando o seu projeto inicial e aumentando a sua própria inteligência. E que se tornaram uma ameaça iminente e ainda maior do que a dos soldados da NEB.
Com a ajuda dos soldados da NEB que encontram - Becker, Ross e Jessica - Hendricksson e Jefferson chegam ao posto de comando da NEB. No entanto, este já foi tomado pelos Screamers. Becker mata Ross, suspeitando que este último é um Screamer, por repetir muitas vezes a mesma frase. Porém, é humano.
Hendricksson regressa ao seu posto de comando com Jefferson e os soldados da NEB, mas este também foi tomado pelos Screamers. É detonada uma mini-ogiva nuclear que destrói o posto de comando da Aliança e os Screamers. Hendricksson sobrevive, mas Jefferson é assassinado por Becker, que também é um Screamer. Por pouco, Hendricksson escapa a Becker e elimina-o com um tiro certeiro.
No final, Hendricksson decide fugir do planeta com Jessica - com quem desenvolve um romance - num vaivém escondido numa montanha remota. São impedidos de escapar por um duplicado de Jessica, o que revela que ela também é um Screamer. As duas máquinas lutam uma contra a outra, com a Jessica que acompanha Hendricksson a defendê-lo, mas a ser derrotada e desativada. A restante Screamer é incinerada pelo exaustor do vaivém. 
Hendricksson escapa no vaivém para a Terra. Mas não antes de ficar evidente que leva consigo um urso de peluche que se começa a mexer durante a viagem, intimando que pode ser um Screamer, o que parece ser confirmado na sequela Screamers: The Hunting.

## Elenco
| Actor              | Papel                          |
| ------------------ | ------------------------------ |
| Peter Weller       | Coronel Joseph A. Hendricksson |
| Roy Dupuis         | Becker                         |
| Jennifer Rubin     | Jessica Hansen                 |
| Andrew Lauer       | Ace Jefferson                  |
| Charles Powell     | Ross                           |
| Ron White          | Chuck Elbarak                  |
| Michael Caloz      | David                          |
| Liliana Komorowska | Landowska                      |
| Jason Cavalier     | Leone                          |
| Leni Parker        | Soldado McDonald               |
| Sylvain Massé      | Soldado da NEB                 |
| Bruce Boa          | Secretário Green               |
| Tom Berry          | Técnico                        |
| Henry Ramer        | (voz / narração)               |

## Indicações
| Ano  | Grupo        | Prêmio                                             | Indicado        | Venceu? |
| ---- | ------------ | -------------------------------------------------- | --------------- | ------- |
| 1996 | Genie Awards | Direção de Arte/Design[carece de fontes?]          | Perri Gorara    | não     |
| 1996 | Genie Awards | Melhor música - trilha original[carece de fontes?] | Mormand Corbeil | não     |
| 1996 | Genie Awards | Melhor ator coadjuvante[carece de fontes?]         | Ron White       | não     |